# Verkhni Oufaleï
Verkhni Oufaleï (en russe : Верхний Уфалей) est une ville de l'oblast de Tcheliabinsk, en Russie. Sa population s'élevait à 29 518 habitants en 2013.

## Géographie
Verkhni Oufaleï est arrosée par la rivière Oufaleïka, un affluent de l'Oufa, et se trouve à 125 km — 178 km par la route — au nord-ouest de Tcheliabinsk.

## Histoire
Verkhni Oufaleï fut fondée en 1761 pour loger le personnel d'une usine sidérurgique établie au bord de la rivière Oufaleïka. La localité accéda au statut de commune urbaine le 29 août 1928. La mise en service, en 1933, d'une fonderie de nickel destinée à traiter le minerai local, accéléra son développement si bien que Verkhni Oufaleï reçut le statut de ville le 26 avril 1940.

## Population
Recensements (*) ou estimations de la population
| 1926*  | 1939*  | 1959*  | 1970*  | 1979*  |
| ------ | ------ | ------ | ------ | ------ |
| 12 665 | 25 573 | 36 934 | 37 888 | 38 595 |

| 1989*  | 2002*  | 2010*  | 2012   | 2013   |
| ------ | ------ | ------ | ------ | ------ |
| 40 061 | 34 360 | 30 481 | 29 976 | 29 518 |

## Économie
L'entreprise OAO Oufaleïnikel est la plus ancienne usine de nickel de Russie.